# Horst Otto Domning
Horst Otto Domning (Blumenau, 9 de março de 1931 - Florianópolis, 25 de maio de 2007) foi um político brasileiro.

## Vida
Filho de Fritz Domning e de Emmy Blanka Domning.

## Carreira
Foi prefeito municipal de Timbó (1970 — 1973).
Foi deputado à Assembleia Legislativa de Santa Catarina na 8ª legislatura (1975 — 1979) e na 9ª legislatura (1979 — 1983), eleito pela Aliança Renovadora Nacional (ARENA).